# USS Catfish (SS-339)
Za druga plovila z istim imenom glejte USS Catfish.
USS Catfish (SS-339) je bila jurišna podmornica razreda balao v sestavi Vojne mornarice Združenih držav Amerike.

## Zgodovina
Med drugo svetovno vojno je opravila eno vojno patruljo.
Leta 1971 je bila prodana Argentini, kjer je bila preimenovana kot ARA Santa Fe.